# Kalefeld
Kalefeld – miejscowość i gmina samodzielna (niem. Einheitsgemeinde) w Niemczech, w kraju związkowym Dolna Saksonia, w powiecie Northeim.